# 재즈 (사과)

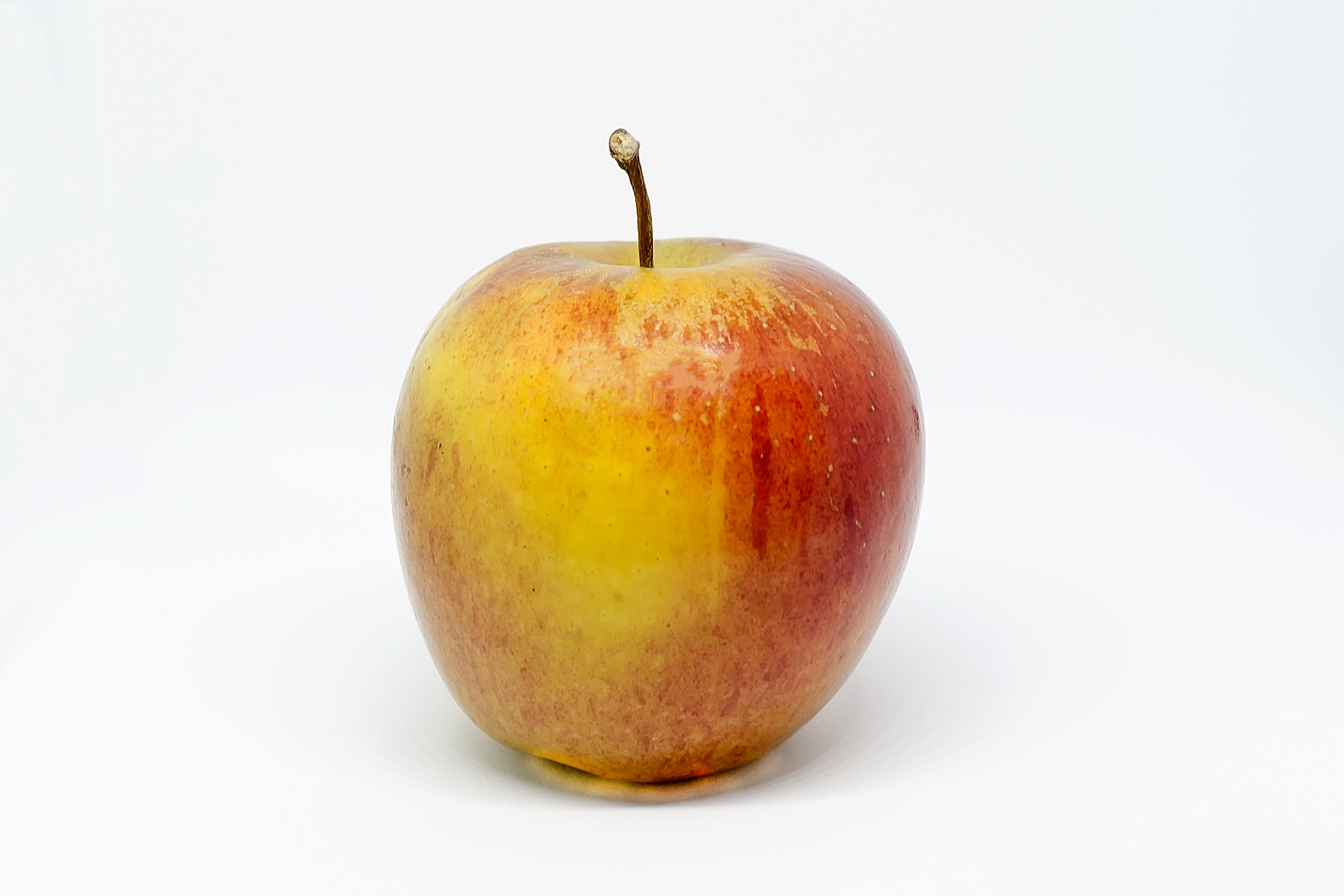

재즈(Jazz)는 재배 사과인 사이프레시(Scifresh) 품종의 상표 브랜드이다. 사이프레시는 로열 갈라와 브레번(Braeburn)의 잡종이다. 이는 사과 마케팅 업체인 ENZA, 과수원, 식물 및 식품 연구소 간의 협력의 일환으로 뉴질랜드에서 개발되었다. 원래 십자가는 1985년 뉴질랜드 호크스베이 지방 해블록 노스의 고다드 레인에 있는 나무에 만들어졌다. 2004년 4월에 상업적으로 출시되었다. 단단하고 바삭바삭하지만 과즙이 풍부하다. 색상은 녹색, 노란색, 주황색 색조 위에 빨간색과 적갈색이 돋보인다. 재즈(Jazz)는 칸지(Kanzi) 사과와 가까운 친척으로, 먹기가 더 쉽고 더 섬세하고 새콤달콤한 맛이 있다.
재배자들은 뉴질랜드, 영국, 미국, 호주, 프랑스, 칠레, 이탈리아, 스위스 및 오스트리아에서 허가를 받아 재즈 사과를 생산한다. 북반구와 남반구에서 자라며 일년 내내 이용 가능하다. 나무가 열매를 맺기 시작하려면 4~5년이 걸린다.